# Famille Acotanto
 (juillet 2024).
La famille Acotanto (ou Acoitanto) est une famille patricienne de Venise, originaire d'Altino, d'où ils s'établirent dans la lagune dans une époque très lointaine, et y produisirent des tribuns.

## Historique
À la clôture du Maggior Consiglio, elle fit partie des patriciens, par un certain Andrea, électeur du doge Jacopo Contarini en 1275. La famille s'éteignit vers le milieu du XIVe siècle.
Parmi les membres illustres de la famille, un moine bénédictin : Pietro (it) (XIIe siècle), béatifié par l'Église catholique et enterré dans l'église de San Basilio, aujourd'hui disparue. Son corps est maintenant conservé à Église San Trovaso.

## Armes

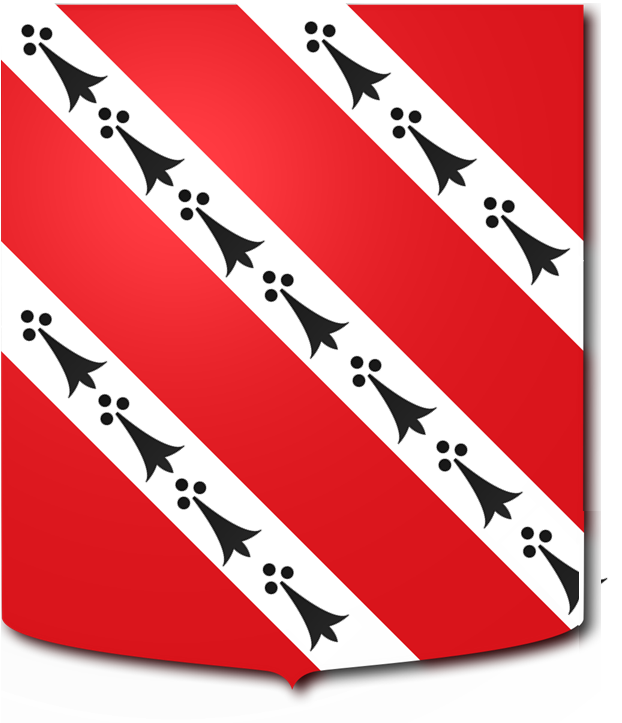
Armes des Acotanto

Les armes des Acotanto sont de gueules à trois bandes d'hermine.